# Austronella
Austronella is een geslacht van haften (Ephemeroptera) uit de familie Leptophlebiidae.

## Soorten
Het geslacht Austronella omvat de volgende soorten:
- Austronella planulata